# Водов, Сергей Акимович
Сергей Акимович Водов (настоящая фамилия Непийвода; 15 июля 1898, Одесса — 19 мая 1968, Мюнхен) — деятель русской эмиграции, главный редактор газеты «Русская мысль» в 1955—1968 гг.

## Биография
Участник Белого движения, служил в Осведомительном агентстве. В 1920 г. из Крыма эвакуировался в Константинополь, где создал организацию русских студентов, занимавшуюся отправкой их в Прагу для продолжения образования, и уехал сам с последней группой. В Праге в 1923—1925 гг. входил в редколлегию русского эмигрантского журнала «Студенческие годы».
С 1925 г. в Париже. Секретарь Национального союза русской молодёжи, работал в газете «Последние новости». Сотрудничал с газетой «Русская мысль» с её основания в 1947 году, член редакционной коллегии с 1949 года. После смерти основателя газеты Владимира Лазаревского в октябре 1955 г. возглавил газету. Публиковал статьи по вопросам международной политики и политики СССР, писал также о русской литературе, в том числе о Н. В. Гоголе, А. П. Чехове, Б. К. Зайцеве, М. А. Алданове.
Жена — Ксения Петровна Водова (урождённая Вахрушева; 1906—1992).
Похоронен на кладбище Сент-Женевьев-де-Буа.